# 裸民
裸民（らみん）は中国に伝わる伝説上の人種である。裸国（らこく）とも。古代中国では南方に位置する国に棲んでいたとされる。

## 概要
裸民人は衣服をまったく身につけていない（裸）といい、次のとおり中国の書籍に伝えられる。

### 淮南子
『淮南子』墬形訓によると、裸民国は羽民国や不死国の近くにあるという。

### 呂氏春秋
『呂氏春秋』の「貴因」によると古代中国の帝・禹（う）が各地を巡っていた際、裸民国に入るときはその習慣を尊重して従い、裸になって行ったという。

### 三国志
『三国志』の魏志倭人伝では以下のとおり記述される。
- 女王から4000余里に裸国と黒歯国がある。東南に船で一年で着く。